# 巴西尼地区布勒瓦讷
巴西尼地区布勒瓦讷（法語：Breuvannes-en-Bassigny，法語發音：[bʁøvan ɑ̃ basiɲi]）是法国上马恩省的一个市镇，属于肖蒙区。

## 地理
巴西尼地区布勒瓦讷（48°5'37"N, 5°36'31"E）面积48.55 平方千米，位于法国大東部大區上马恩省，该省份为法国东北部内陆省份，北起马恩省和默兹省，西接奥布省，西南接科多尔省，东南接上索恩省，东临孚日省。
与巴西尼地区布勒瓦讷接壤的市镇（或旧市镇、城区）包括：日耳曼维利耶、拉马什、拉里维耶尔-阿尔农库尔、勒韦库尔、梅雷、瓦勒德默兹、巴西尼地区帕尔努瓦、罗曼欧布瓦、欧德隆库尔、巴松库尔、巴西尼地区尚皮尼厄勒、舒瓦瑟尔、克莱夫蒙、达耶库尔、默兹河畔栋库尔、当布兰。

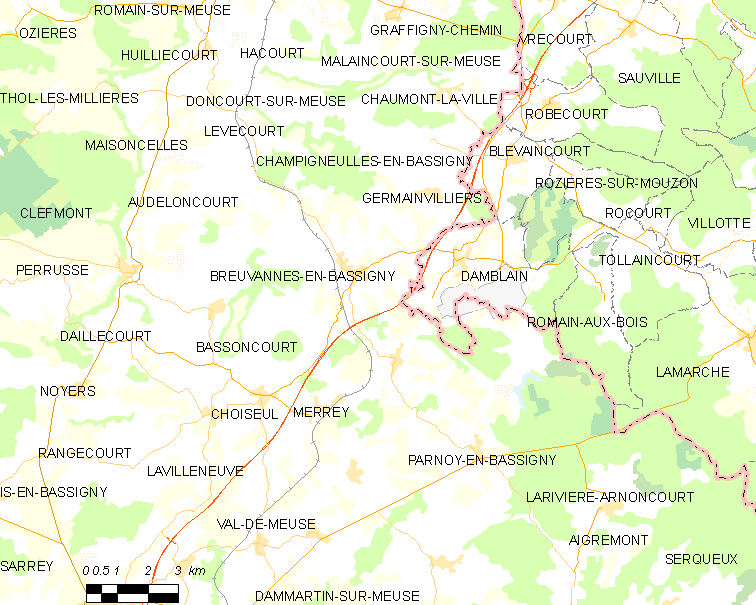
巴西尼地区布勒瓦讷的OSM定位图

巴西尼地区布勒瓦讷的时区为UTC+01:00、UTC+02:00（夏令时）。

## 行政
巴西尼地区布勒瓦讷的邮政编码为52240，INSEE市镇编码为52074。

## 政治
巴西尼地区布勒瓦讷所属的省级选区为普瓦松县。

## 人口

1962-2008年间巴西尼地区布勒瓦讷人口变化图示

巴西尼地区布勒瓦讷于2022年1月1日时的人口数量为652人。